# RHS Apostolis (K84)
RHS Apostolis (K84) je bila korveta razreda flower Kraljeve helenske vojne mornarice, ki je bila operativna med drugo svetovno vojno.

## Zgodovina
24. oktobra 1943 je Kraljeva vojna mornarica Grčiji predala HMS Hyacinth (K84), ki jo je nato vrnila leta 1952.